# Maldito corazón
Maldito corazón fue una miniserie histórica de corte policial de ocho capítulos emitida en Chilevisión. Esta ficción recreó famosos crímenes pasionales de la historia nacional de Chile, basados en hechos reales ocurridos en Santiago durante el siglo pasado.
La miniserie obtuvo un Fondo CNTV 2008 que le otorgó $233.395.839 millones para su realización a cargo de Ignacio Agüero y Asociados y contó con la dirección del mismo Ignacio Agüero, Christine Lucas, Nicolás Acuña, Javier Cabieses y Arnaldo Valsecchi.
Su estreno fue el 3 de febrero del año 2013.

## Historia
Algunos de los casos recreados son el "Crimen del Hotel Crillón", escándalo de 1955 donde la escritora M. Carolina Geel, le disparó a su amante, el periodista Roberto Pumarino en el salón de té del hotel, a plena luz del día. Otro es el "Crimen de Carloto", en 1959 Carlos Boassi de 19 años, mató a su polola de 15. A Boassi le llamaban "Carloto" por su estampa de actor hollywoodense, andaba en moto y llevaba el pelo al estilo James Dean.
Otra de las tramas, es el "Crimen de Cartagena", donde un hombre descubre que su mujer lo engaña y la encierra en su casa. También se cuenta la historia de un asesinato en 1920, de la mujer de un hacendado del cual nunca se encontró al asesino. Otro son los casos conocidos como "Bank Boston", "Larraguibel", "Perla" y "Molina". 

## Elenco

### El Crimen del Hotel
Basada en hechos reales ocurridos en un hotel de Santiago a mediados de la década del 50. 
Reparto
- Viviana Rodríguez como María Carolina Geel
- Iván Álvarez de Araya como Roberto Pumarino
- Nelson Brodt
- Bárbara Ríos
- Bruno Ocampos

### Crimen y Rock
Basada en hechos reales ocurridos en Santiago a fines de los años 50.
Reparto
- Francisco Pizarro
- Alejandra Díaz
- Víctor Montero
- José Palma como Rubén.
- Tamara Tello
- Carolina Castro

### Crimen en Cartagena
Basada en un crimen ocurrido en el litoral central de Chile en 1960.
Reparto
- Javiera Hernández como Elena.
- Remigio Remedy como Alberto.
- Tatiana Molina como Regina Gálvez.
- Francisco Rodríguez como Daniel.
- Ómar Morán como Germán.
- Humberto Gallardo como Padre de Alberto.

### El Crimen de la Enfermera
Basada en hechos reales ocurridos en Chile a fines del siglo pasado.
Reparto
- Carmen Gloria Bresky
- Matías Stevens
- Carolina Carrasco
- César Arredondo
- Patricia López
- Franco Morales

### Crimen en el banco
Basada en hechos reales ocurridos en Santiago a fines de los años 80.
Reparto
- Antonella Ríos
- Claudio González
- Ana Laura Racz
- Mariel Bravo
- Mario Soto

### Crimen del Pintor
Basada en hechos reales ocurridos en las afueras de Santiago de comienzos del siglo XX. 
Reparto
- Willy Semler como Alberto
- Schlomit Baytelman
- Catalina Aguayo
- Andrés Skoknic
- Valentina Muhr
- Carlos Embry
- Agustín Moya

### Crimen de Laura Esquivel
Basada en hechos reales ocurridos en Chile a inicios de la década de 1930.
Reparto
- Francisco Celhay
- Lucy Cominetti
- Edgardo Bruna
- Luz Croxatto
- Susana Hidalgo
- Loreto González
- Eduardo Lavín

### Crimen en Lo Vicuña
Basada en hechos reales ocurridos en la década del 20 en la zona central del país.
Reparto
- Alejandro Goic
- Irene Llano
- Sergio Hernández
- Juan Pablo Miranda
- Lía Maldonado
- Sylvia Hernández
- Matías López

## Episodios
| # Serie | # Temporada | Título                          | Fecha de emisión     |
| --- | ----------- | ------------------------------- | -------------------- |
| 1 | 1           | «"El Crimen del Hotel"»         | 3 de febrero de 2013 |
| Escándalo de 1955 donde la escritora M. Carolina Geel, le disparó a su amante, el periodista Roberto Pumarino en el salón de té del hotel, a plena luz del día. Protagonizada por: Viviana Rodríguez, Iván Álvarez de Araya, Nélson Brodt, Bárbara Ríos, Bruno Ocampos, entre otros. |             |                                 |                      |
| — | 1           | «"El Crimen de la enfermera"»   | 10 de marzo de 2013  |
| Protagonizada por: Carmen Gloria Bresky, Matias Stevens, Carolina Carrasco, César Arredondo, entre otros. |             |                                 |                      |
| — | 1           | «"El Crimen de Laura Esquivel"» | 18 de marzo de 2013  |
| Protagonizada por: Francisco Celhay, Lucy Cominetti, Edgardo Bruna, Luz Croxatto, Susana Hidalgo, entre otros. |             |                                 |                      |
| — | 1           | «"Crimen en Lo Vicuña"»         | 25 de marzo de 2013  |
| Protagonizada por: Alejandro Goic, Irene Llano, Sergio Hernández, Juan Pablo Miranda, Matías López, entre otros. |             |                                 |                      |